# Capitol Records
Capitol Records је америчка дискографска кућа која је у власништву Universal Music Group корпорације. Основан је као прва издавачка кућа на западној обали у Сједињеним Америчким Државама 1942. године од стране Џонија Мерсера, Бадија Десилва и Глена Е. Валичса. Уговор са Capitol Records-ом имају Megadeth, Пол Макартни, The Beach Boys, Брајан Вилсон, НФ, Everclear, Кејти Пери, Мери Џеј Блајџ, Холзи, Beastie Boys, Џуас Њутон, Нил Дајмонд, Luscious Jackson, Линда Ронстадт, Eagles, Бек, Avenged Sevenfold, Дон Хенли, Yellowcard, Сем Смит, Sparklehorse, Migos и Емели Санде.

## Спољање везе
- Званични веб-сајт